# ساکیکو تاماگاوا
ساکیکو تاماگاوا (انگلیسی: Sakiko Tamagawa; ۲۰ ژانویهٔ ۱۹۶۲ – ) صداپیشگی در ژاپن، خواننده، بازیگر، و بازیگر خردسال اهل ژاپن بود. وی از سال ۱۹۷۱ میلادی تاکنون مشغول فعالیت بوده‌است.